# Kollumerland en Nieuwkruisland

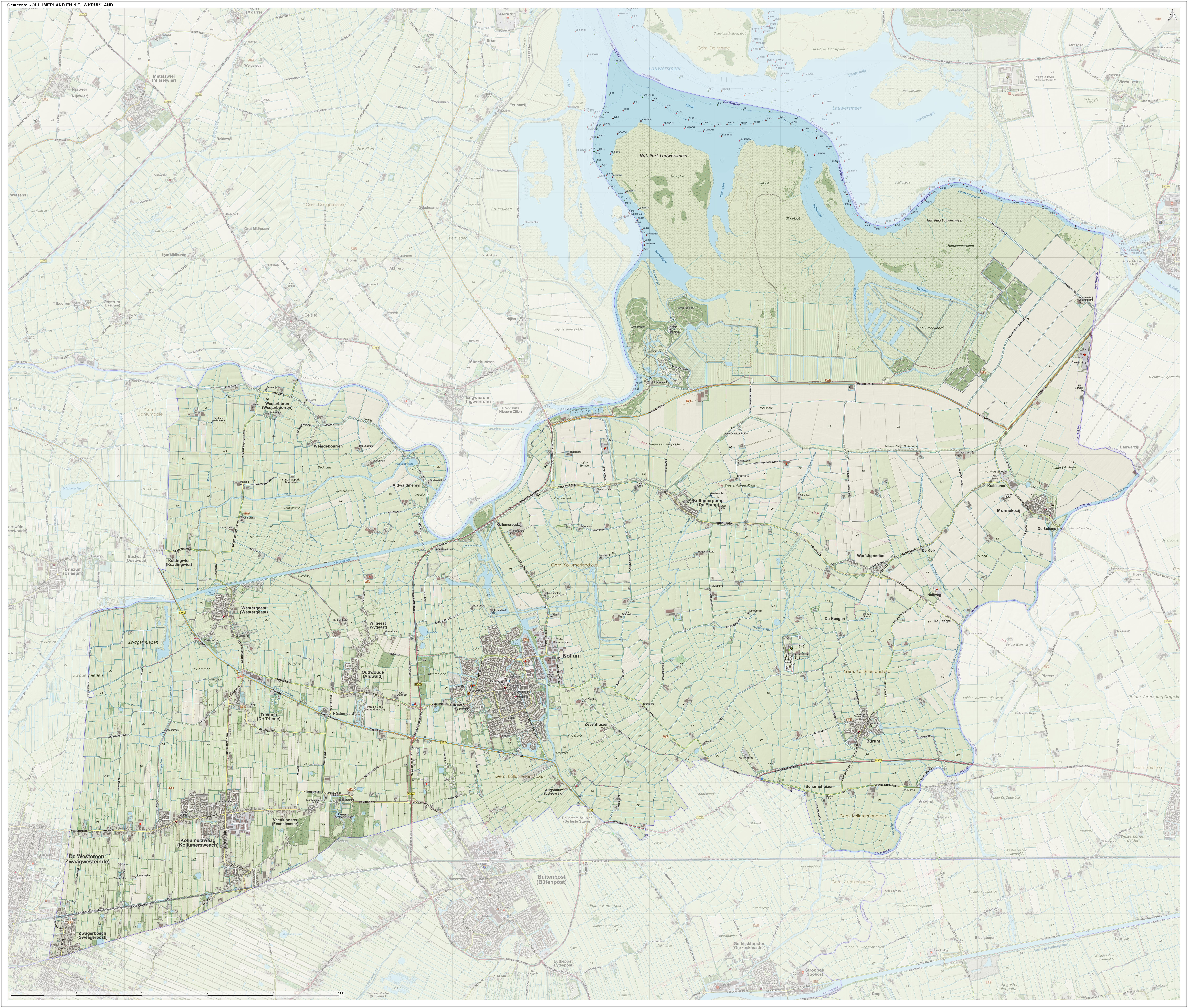
Topografische gemeentekaart van Kollumerland en Nieuwkruisland

Kollumerland en Nieuwkruisland (uitspraakⓘ) of officieel afgekort Kollumerland c.a. (Fries: Kollumerlân en Nijkrúslân (uitspraakⓘ), Gronings: Köllemerlaand en Nijkruuslaand) is een voormalige gemeente in het noordoosten van de Nederlandse provincie Friesland. De gemeente telde 12.827 inwoners (per 1 januari 2018, bron: CBS) op een oppervlakte van 116,35 km². Op 1 januari 2019 is de gemeente samen met Dongeradeel en Ferwerderadeel gefuseerd tot Noardeast-Fryslân.

## Taal
In de voormalige gemeente Kollumerland en Nieuwkruisland wordt vanouds behalve Fries ook een variant van het Gronings gesproken. De Gronings-Friese taalgrens loopt er dwars doorheen. In het westelijke deel van de voormalige gemeente (het vroegere Oostbroeksterland) wordt Fries gesproken, de dialecten in het oostelijk deel (het eigenlijke Kollumerland) worden ook wel het Kollumerlands genoemd en tot het Nedersaksische dialect Westerkwartiers gerekend. De dorpen waar het Kollumerlands nog gesproken wordt zijn: Burum, Munnekezijl, Warfstermolen en Kollumerpomp. Hetzelfde dialect was ook verbreid in de nabijgelegen dorpen Gerkesklooster en Stroobos.
Het dialect van Kollumerpomp, het Kollumerpompsters wordt als een aparte tak van het Westerkwartiers gezien, hoewel de verschillen met het Kollumerlands in de loop der tijd minimaal zijn geworden. Omdat het Kollumerlands ook veel invloeden vanuit het Fries heeft, kan de taal ook deels als Fries dialect worden gezien, waardoor het als een brug wordt gezien tussen het Fries en het Nedersaksisch. 
In de hoofdplaats Kollum spreekt men een Nederlands dialect, het zogenaamde Kollumers. Dit is een variant van het Stadsfries. Binnen de gemeente is dit onderscheid onder andere zichtbaar in de straatnamen. In het oostelijke deel zijn deze Nederlands, in het westelijke deel Fries. De grens ligt ten westen van Kollum.

## Kernen
De gemeente Kollumerland en Nieuwkruisland telde twaalf officiële kernen. De Nederlandse namen waren de officiële. De plaatsnaamborden in het oostelijk Nedersaksisch taalgebied zijn eentalig Nederlands, de Friese namen worden hier niet gebruikt. Behalve in Kollumerpomp, waar de Kollumerpompsterse naam De Pomp ook de bijnaam van het dorp is.

### Dorpen
In deze tabel staat het aantal inwoners per woonkern op 1 januari 2017. De Nedersaksische namen tussen haakjes liggen buiten het Nedersaksische taalgebied.
Bron: gemeentegids Kollumerland c.a. 2017-2018. Noot: de  officiële plaatsnamen in de voormalige gemeente waren de Nederlandstalige namen.

### Buurtschappen
Naast deze officiële kernen onderscheidde de voormalige gemeente 20 buurtschappen (deels officieel onder de Friese naam):
| Buurtschap      | Friese naam                                    | Dorpsgebied                 |
| --------------- | ---------------------------------------------- | --------------------------- |
| Beintemahuis    | Beintemahûs                                    | Westergeest                 |
| Bonte Hond      | De Bûnte Hûn                                   | Westergeest                 |
| De Dellen       |                                                | Oudwoude                    |
| De Keegen       | De Kegen                                       | Burum                       |
| De Kolk         |                                                | Warfstermolen / Munnekezijl |
| De Leegte       | De Leechte                                     | Warfstermolen               |
| De Wirden       | De Wurden                                      | Oudwoude                    |
| Halfweg         | Healwei (Nedersaksisch: Haalfweeg)             | Warfstermolen               |
| Hanenburg       | Hanenburch                                     | Kollumerzwaag               |
| Huis ter Noord  | Hûsternoard                                    | Oudwoude                    |
| Kettingwier     | Keatlingwier                                   | Westergeest                 |
| Kollumeroudzijl | Kollumer Aldsyl (Nedersaksisch: Kölmeroldziel) | Kollum                      |
| Krabburen       | Krabbuorren                                    | Munnekezijl                 |
| Laagland        | Leechlân                                       | Kollum                      |
| Oudwouderzijl   | Aldwâldmersyl                                  | Oudwoude                    |
| Scharnehuizen   | Skarnehuzen                                    | Burum                       |
| Ter Lune        |                                                | Oudwoude / Kollum           |
| Weerdeburen     | Weardebuorren                                  | Westergeest                 |
| Westerburen     | Westerbuorren                                  | Westergeest                 |
| Zevenhuizen     | Sânhuzen                                       | Kollum                      |

Daarnaast waren er de buurtschappen; De Schans, Steenharst, Wijgeest en Zandbulten. De buurtschappen Halfweg, De Keegen, De Kolk, Kollumeroudzijl, Krabburen, De Leegte, De Schans en Zevenhuizen liggen in het oostelijk Nedersaksisch taalgebied.

## Historie

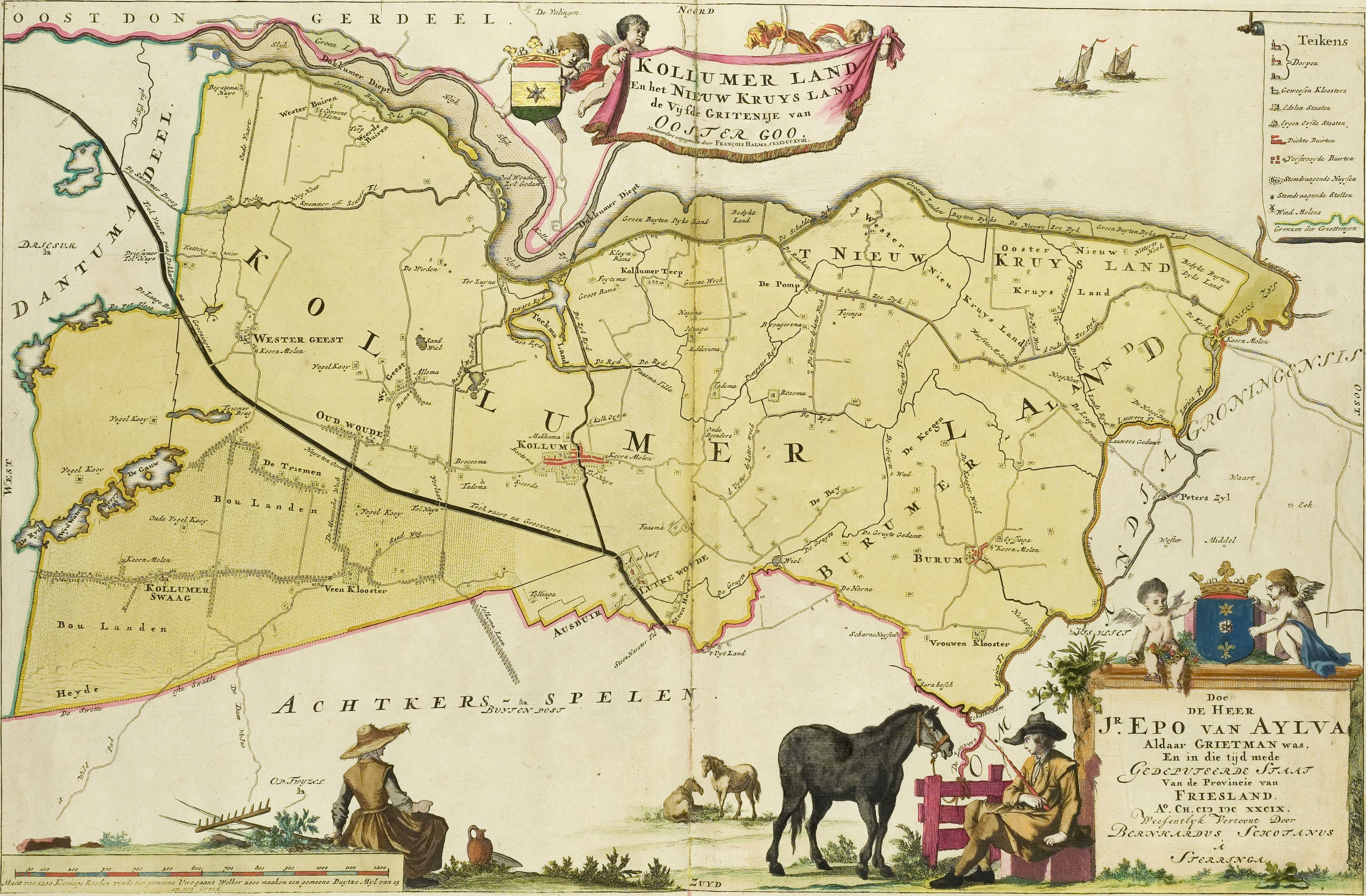
Kaart van de grietenij Kollumerland als onderdeel van Oostergo (Bernardus Schotanus à Sterringa, 1718)

De gemeente Kollumerland en Nieuwkruisland bestond ongeveer 750 na Chr. slechts uit een kleine nederzetting, Colheim, later ook wel de Kollumerterp, geheten. In de loop van de volgende eeuwen is het grondgebied van de gemeente door landaanwinningen en bedijkingen sterk toegenomen. Tot en met de 14e eeuw was het gebied onderdeel van het onderdistrict Dantumadeel. Daarna ontstonden twee grietenijen: Oostbroeksterland, ten westen van Dantumadeel en Kollumerland, rondom de plaats Kollum. In 1443 voegden beide grietenijen zich bij de provincie Groningen. De regio was destijds verwikkeld in de strijd tussen de Schieringers en de Vetkopers, de zogenaamde partijschappen.
In 1497 nam Albrecht van Saksen het bewind in Friesland over en verbrak de verhoudingen met Groningen. De vernederde vetkopers kwamen hierdoor in opstand en zochten hun heil bij de Geldersen. Kollumerland sloot zich tussen 1515 en 1523 aan bij de Geldersen, waarna het weer terugkeerde bij Friesland. Het nieuw ingepolderde gebied Nieuw Kruisland, ten noordoosten van Kollum (de dorpen Kollumerpomp, Munnekezijl en Warfstermolen), werd aanvankelijk als een zelfstandige grietenij bestuurd. Rond 1578 werd Nieuwkruisland bij Kollumerland gevoegd en was er voor het eerst sprake van Kollumerland en Nieuwkruisland
In de periode 1811 – 1816 werd Kollumerland verdeeld in drie gemeenten: Kollum, Burum en Westergeest/Oudwoude. Deze in 1816 opgeheven verdeling leeft nog voort in de kadastrale benaming van de diverse gemeentedelen.
Door de plaatsing van de laatste caisson is in 1969 de afsluiting van de Lauwerszee een feit geworden. Hierdoor is een boezemmeer ontstaan: het Lauwersmeer, met een oppervlakte van 2200 ha. De gemeente Kollumerland werd vergroot met 2700 ha en kreeg daarmee een oppervlakte van 11.635 ha. Het achtervoegsel c.a. (cum annexis, met bijbehoren) was sindsdien bijzonder van toepassing.

## Landschap
De voormalige gemeente bestaat voor twee derde uit een zeekleilandschap. Vanwege grote akkerbouwbedrijven werd het gebied rond 1800 bij de Bouwhoek gerekend. Het gaat vooral om polderland rond de voormalige Lauwerszee, tegenwoordig ook wel Lauwersland genoemd. De noordwesthoek maakt deel uit van het oudere terpenlandschap van Oostergo. De zuidwesthoek (Kollumerzwaag, Oudwoude) bestaat uit een middeleeuws veenontginningslandschap met houtwallen en streekdorpen. Dit gebied vormt een deel van de Noordelijke Friese Wouden. Dit landschapstype is ook dominant in Achtkarspelen en zet zich voort in het Zuidelijk Westerkwartier.
Het grondgebied van de voormalige gemeente  is 11.635 ha groot, waarvan 620 ha water. Het bestaat uit een gevarieerd landschap waar de grens tussen klei- en zandgronden vrijwel dwars doorheen loopt. Aan de westkant van de gemeente ligt Leeuwarden, in het oosten ligt Groningen en in het noorden ligt Dokkum.
In het noorden van Kollumerland en Nieuwkruisland ligt een gedeelte (ongeveer 2700 ha) van het Lauwersmeergebied. Dit is een prachtig beschermd natuurgebied, Nationaal Park Lauwersmeer. Tot voor kort nog onder de invloed van de zee, maar toen in 1969 de sluizen in gebruik werden genomen was het Lauwersmeer een feit. Aan de slenken, die door het noorden van de gemeente heen lopen is te zien, dat de Lauwerszee veel invloed heeft gehad op het landschap. Meer naar het zuiden toe ligt Kollum. Kollum ligt op de grens van het open weidegebied en de Friese Wouden. Hier gaat het landschap over van kleipoldergebied, dat in de loop der eeuwen is onttrokken uit de zee, naar een meer gesloten elzensingellandschap in het zuidwestelijke deel. Het betreft hier elzen die de percelen omringen. Dit is een kavelstructuur met op de perceelgrenzen een elzenbegroeiing. Een goed voorbeeld hiervan is het streekje It Paradyske ten zuiden van Kollum. In het elzensingellandschap vindt men onder meer een 46 ha groot bos te Veenklooster. Dit ligt in de Friese Wouden. In noordnoordoostelijke richting gaat het landschap over in het kleipoldergebied, dat in de loop der eeuwen is onttrokken aan de zee. Deze grond is, in tegenstelling tot de grond van de Wouden, zeer vruchtbaar. De vele slenken, zoals de Zijlsterrijd en de Pompsterried, herinneren nog aan de Lauwerszee van waar de slenken uitlopers zijn. Deze variatie in landschap geeft de gemeente een geheel eigen karakter in Noordoost Friesland.

### Erepenning
Bij raadsbesluit van 12 september 1960 kende de gemeente een erepenning voor toekenning aan personen die zich in hoge mate verdienstelijk hebben gemaakt voor de gemeente. Sinds die tijd zijn er 28 erepenningen uitgereikt. De laatste werd 12 december 2018 uitgereikt aan scheidend burgemeester Bearn Bilker.

## Gemeenteraad
De gemeenteraad van Kollumerland en Nieuwkruisland bestond uit 15 zetels. Hieronder staat de samenstelling van de gemeenteraad sinds 1982:
| FNP          | 0  | 1  | 2  | 3  | 3  | 4  | 3  | 3  | 4  |
| CDA          | 9  | 8  | 7  | 6  | 6  | 6  | 5  | 5  | 4  |
| VVD          | 2  | 1  | 1  | 1  | 2  | 1  | 2  | 3  | 3  |
| PvdA         | 3  | 4  | 4  | 3  | 2  | 2  | 3  | 2  | 2  |
| ChristenUnie | 1  | 1  | 1  | 2  | 2  | 2  | 2  | 2  | 2  |
| Totaal       | 15 | 15 | 15 | 15 | 15 | 15 | 15 | 15 | 15 |

## Opheffing
Op 1 januari 2019 is Kollumerland en Nieuwkruisland opgeheven en samen met de buurgemeenten Dongeradeel en Ferwerderadeel opgegaan in de nieuwe gemeente Noardeast-Fryslân.

## Bevolkingsontwikkeling
| 1744  | 1811  | 1939  | 1954   | 1959   | 1964   | 1969   | 1973   | 2003   | 2004   | 2014   |
| ----- | ----- | ----- | ------ | ------ | ------ | ------ | ------ | ------ | ------ | ------ |
| 3.304 | 4.242 | 9.530 | 10.433 | 10.021 | 10.122 | 10.358 | 11.341 | 13.363 | 13.128 | 12.880 |

bron: Website van de gemeente